# Ашензионе (Бергамо)
Ашензионе је насеље у Италији у округу Бергамо, региону Ломбардија.
Према процени из 2011. у насељу је живело 324 становника. Насеље се налази на надморској висини од 671 м.